# Episodi di Dottor Simon Locke (seconda stagione)
La seconda stagione della serie televisiva Dottor Simon Locke è stata trasmessa in anteprima in Canada dalla CTV Television Network tra il 11 settembre 1972 e il 12 marzo 1973.
| nº | Titolo originale             | Titolo italiano | Prima TV Canada   | Prima TV Italia |
| -- | ---------------------------- | --------------- | ----------------- | --------------- |
| 1  | The Text According to Gracie |                 | 11 settembre 1972 |                 |
| 2  | Lady X                       |                 | 18 settembre 1972 |                 |
| 3  | Ten Kilos to Nowhere         |                 | 25 settembre 1972 |                 |
| 4  | Confined Panic               |                 | 2 ottobre 1972    |                 |
| 5  | The Caller                   |                 | 9 ottobre 1972    |                 |
| 6  | Blackmail                    |                 | 16 ottobre 1972   |                 |
| 7  | Summer Sunday                |                 | 23 ottobre 1972   |                 |
| 8  | Crossfire                    |                 | 30 ottobre 1972   |                 |
| 9  | Time Out                     |                 | 6 novembre 1972   |                 |
| 10 | High Tension                 |                 | 13 novembre 1972  |                 |
| 11 | Night Watch                  |                 | 20 novembre 1972  |                 |
| 12 | No Place to Hide             |                 | 27 novembre 1972  |                 |
| 13 | One Way to Heaven            |                 | 4 dicembre 1972   |                 |
| 14 | Bust Out                     |                 | 11 dicembre 1972  |                 |
| 15 | Shadows                      |                 | 18 dicembre 1972  |                 |
| 16 | Castle Queen                 |                 | 1º gennaio 1973   |                 |
| 17 | Veil of Death                |                 | 8 gennaio 1973    |                 |
| 18 | Assassin                     |                 | 15 gennaio 1973   |                 |
| 19 | A Deadly Favor               |                 | 22 gennaio 1973   |                 |
| 20 | Requiem for a Canary         |                 | 29 gennaio 1973   |                 |
| 21 | 4th and Cherry: Code Three   |                 | 5 febbraio 1973   |                 |
| 22 | Death in the Last Row        |                 | 12 febbraio 1973  |                 |
| 23 | Kill the Apple Tree          |                 | 19 febbraio 1973  |                 |
| 24 | Ordeal                       |                 | 26 febbraio 1973  |                 |
| 25 | A Bullet for the General     |                 | 5 marzo 1973      |                 |
| 26 | Death Holds an Auction       |                 | 12 marzo 1973     |                 |